# 杜元吉
杜元吉（15世紀—16世紀），字祐之，號小岡，江西南康府都昌縣人，明朝政治人物。

## 生平
杜元吉自少孤貧，成年後才就學，習舉子業三年未打開被子就寢，是弘治十七年（1504年）甲子科江西鄉試舉人，授海陽知縣，曾在當地種柳預防海潮，人稱「杜公柳」，紳民為他立祠祭祀。

## 引用
1. 1 2  同治《都昌縣志·卷九·人物志》：杜元吉，字祐之，號小岡，少孤貧，既冠乃就傅，習舉子業三年，於外未嘗展衾就寢比歸，入學登賢書，任廣東海陽知縣，勤慎愛民，嘗種柳以防海潮，至今稱曰杜公柳，紳民立祠以祀。
2. ↑  同治《都昌縣志·卷四·選舉表》：明……（弘治）十七年甲子鄉試（舉人）……杜元吉 詳仕績傳